# Кубанская
Куба́нская — станица в Апшеронском районе Краснодарского края России. 
Административный центр Кубанского сельского поселения. Население — 2563 человек (2010).

## Варианты названия
- Кубанская 1-я,
- Кубанская-Первая,
- Кубанское 1-е[2].

## География
Станица расположена на левом берегу реки Пшеха (приток Белой), в горно-лесной зоне, в 11 км севернее города Апшеронск.
С юга жилая застройка станицы граничит с хутором Ерик, где расположена железнодорожная платформа Ерик.

### Улицы
- ул. Вокзальная.
- ул. Красная.
- ул. Кузнечная.

## История
Основана в 1863 году. Входила в Майкопский отдел Кубанской области.

## Население
| 2002 | 2010  |
| ---- | ----- |
| 2385 | ↗2563 |